# Lotta Lepistö
Lotta Lepistö (Noormarkku, 28 de junho de 1989) é uma ciclista profissional finlandesa, ganhadora de 6 campeonatos nacionais. Depois de destacar em 2006 e 2007 na Escandinávia em corridas de categorias inferiores em 2008 transladou-se para a Bélgica e Países Baixos onde competiu em corridas do calendário desses países em equipas amadoras. Em 2012 retornou à Finlândia e correu algumas provas internacionais com a seleção de seu país, nesse mesmo ano conseguiu seu primeiro campeonato nacional. Em 2013 voltou a Bélgica e depois de conseguir 3 vitórias em corridas amadoras (2 em Bélgica e 1 em Luxemburgo) conseguiu chamar a atenção da equipa amador do Bigla que a incorporou a prova para disputar a prova profissional do Tour Cycliste Féminin International de l'Ardèche 2013. Ainda que na segunda etapa abandonou dita prova convenceu aos dirigentes da equipa e incorporaram-na a seu modelo em 2014 ano no que essa equipa subiu ao profissionalismo.

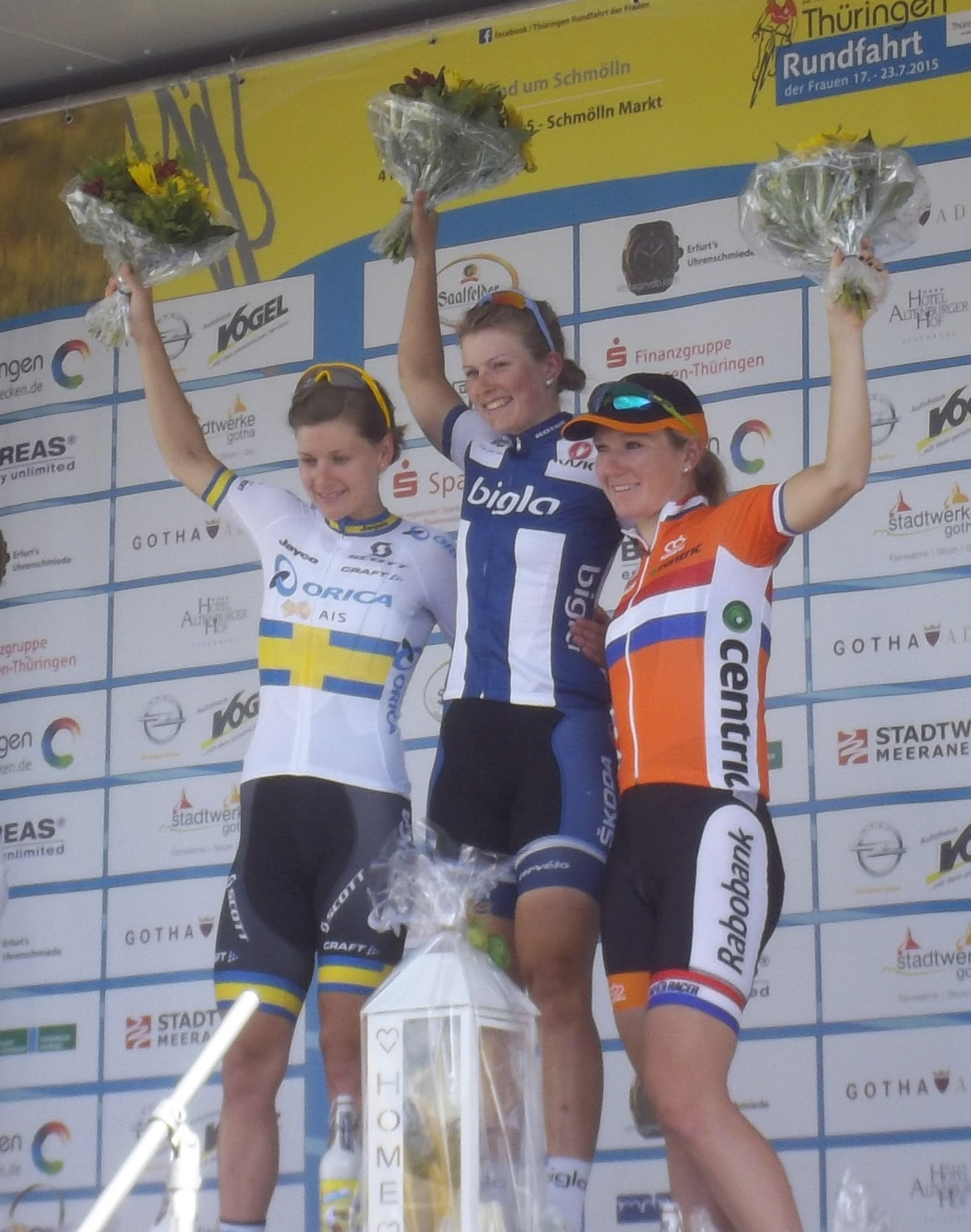
Lotta Lepistö no centro de pódio como ganhadora da 4.ª etapa do Tour de Thüringe Feminino 2015

A sua melhor vitória internacional a nível profissional, e a única sem contar os campeonatos nacionais, obteve-a ao fazer-se com a 4.ª etapa do Tour de Thüringe Feminino de 2015.
Em outubro de 2019, depois de casar-se com o também ciclista Joonas Henttala, passou a chamar-se Lotta Henttala.

## Palmarés
- 2008
  - 2.ª no Campeonato da Finlândia Contrarrelógio 
  - 2.ª no Campeonato da Finlândia em Estrada
- 2008
  - 2.ª no Campeonato da Finlândia Contrarrelógio
- 2009
  - 2.ª no Campeonato da Finlândia Contrarrelógio
- 2012
  - Campeonato da Finlândia em Estrada
- 2013
  - 2.ª no Campeonato da Finlândia Contrarrelógio 
  - Campeonato da Finlândia em Estrada
- 2014
  - Campeonato da Finlândia Contrarrelógio  
  - Campeonato da Finlândia em Estrada
- 2015
  - Campeonato da Finlândia Contrarrelógio  
  - Campeonato da Finlândia em Estrada  
  - 1 etapa do Tour de Thüringe Feminino
- 2016
  - 1 etapa da Emakumeen Euskal Bira
  - 1 etapa do Festival Luxemburguês de Ciclismo Feminino Elsy Jacobs
  - SwissEver GP Cham-Hagendorn
  - 1 etapa do Aviva Womens Tour
  - Campeonato da Finlândia Contrarrelógio  
  - Campeonato da Finlândia em Estrada  
  - 3.ª no Campeonato Mundial em Estrada
- 2017
  - Através de Flandres
  - Gante-Wevelgem
  - Campeonato da Finlândia Contrarrelógio  
  - Campeonato da Finlândia em Estrada  
  - 1 etapa do Giro de Itália Feminino
  - Open de Suède Vargarda
- 2018
  - 1 etapa do The Women's Tour
  - Campeonato da Finlândia Contrarrelógio  
  - Campeonato da Finlândia em Estrada  
  - 1 etapa do Premondiale Giro Toscana Int. Femminile-Memorial Michela Fanini
- 2019
  - 2 etapas da Setmana Ciclista Valenciana
  - 1 etapa do Healthy Ageing Tour

## Resultados em Grandes Voltas e Campeonatos do Mundo
Durante a sua carreira desportiva tem conseguido os seguintes postos nas Grandes Voltas femininas e nos Campeonatos do Mundo em estrada:
| Corrida                | Corrida                | 2014 | 2015 | 2016 | 2017 | 2018 | 2019 | 2020 | 2021 |
| ---------------------- | ---------------------- | ---- | ---- | ---- | ---- | ---- | ---- | ---- | ---- |
|                        | Giro d'Italia          | —    | —    | —    | 66.ª | 55.ª | —    | —    | —    |
|                        | Tour de l'Aude         | X    | X    | X    | X    | X    | X    | X    | X    |
|                        | Grande Boucle          | X    | X    | X    | X    | X    | X    | X    | X    |
| Mundial em Estrada     | Mundial em Estrada     | Ab.  | 40.ª | 3.ª  | Ab.  | Ab.  | —    | —    | —    |
| Mundial Contrarrelógio | Mundial Contrarrelógio | 28.ª | 32.ª | 11.ª | 20.ª | 26.ª | —    | —    | —    |

—: não participa

Ab.: abandono

X: edições não celebradas

## Equipas
- Bigla (2013[5]-2018)
  - Bigla Cycling Team (2013[5]-2014)
  - Bigla Pro Cycling Team (2015)
  - Cervélo-Bigla Pro Cycling Team (2016-2018)
- Trek-Segafredo Women (2019-2020)
- Ceratizit-WNT Pro Cycling (2021)